# Rüeggisberg
Rüeggisberg est une commune suisse du canton de Berne, située dans l'arrondissement administratif de Berne-Mittelland.

## Géographie
Le territoire de Rüeggisberg s'étend sur 35,76 km2. Lors du relevé de 2013-2018, les surfaces d'habitations et d'infrastructures représentaient 4,6 % de sa superficie, les surfaces agricoles 63,4 %, les surfaces boisées 30,1 % et les surfaces improductives 1,6 %.

## Population et société

### Évolution de la population
La commune compte 1 789 habitants au 31 décembre 2023 pour une densité de population de 50 hab/km2. Sur la période 2010-2019, sa population a diminué de −5,4 % (canton : 6,1 % ; Suisse : 9,4 %).  

### Pyramide des âges
En 2023, le taux de personnes de moins de 30 ans s'élève à 26,1 %, au-dessous de la valeur cantonale (29,9 %). Le taux de personnes de plus de 60 ans est quant à lui de 33,4 %, alors qu'il est de 28,9 % au niveau cantonal.
La même année, la commune compte 891 hommes pour 898 femmes, soit un taux de 49,8 % d'hommes, supérieur à celui du canton (49,1 %).
| Hommes | Classe d’âge | Femmes |
| ------ | ------------ | ------ |
| 0,1    | 90 ans ou +  | 1,1    |
| 8,4    | 75 à 89 ans  | 10,8   |
| 23,9   | 60 à 74 ans  | 22,5   |
| 24,5   | 45 à 59 ans  | 22,4   |
| 17,8   | 30 à 44 ans  | 16,3   |
| 12,9   | 15 à 29 ans  | 14,5   |
| 12,3   | - de 14 ans  | 12,5   |

| Hommes | Classe d’âge | Femmes |
| ------ | ------------ | ------ |
| 0,7    | 90 ans ou +  | 1,6    |
| 8,8    | 75 à 89 ans  | 11,0   |
| 17,6   | 60 à 74 ans  | 18,1   |
| 21,0   | 45 à 59 ans  | 20,4   |
| 20,9   | 30 à 44 ans  | 20,2   |
| 15,9   | 15 à 29 ans  | 14,9   |
| 15,1   | - de 14 ans  | 13,8   |

## Prieuré clunisien
Vers le milieu du XIe siècle, Lütold de Rümligen ayant légué ses biens à l’abbaye de Cluny, l’abbé Hugues de Cluny (abbé de 1049 à 1109) envoie deux moines fonder un prieuré à Rüeggsiberg. Cet établissement est attesté en 1075 dans un privilège émanant du pape Grégoire VII, mais cela ne signifie pas nécessairement que la construction de l’église et du couvent soient alors déjà achevés. Au XIIIe siècle ce prieuré se trouve dans la zone d’influence de la ville de Berne et en 1484, il est supprimé avec celui de Villars-les-Moines pour être incorporé dans les biens de la collégiale Saint-Vincent, nouvellement fondée à Berne. En 1534, un grenier à blé est établi dans l’église désaffectée du prieuré et les autres bâtiments de l’établissement sont alors démolis.
L’intérêt de Rüeggisberg a été remis en lumière par les travaux de de: Hans R. Hahnloser  entre 1938 et 1947. Le plan de l’église, de type clunisien, à cinq absides (en comptant celles du transept), devait avoir une nef à vaisseau central et deux bas-côtés. Cette nef a été tracée au niveau des fondations, mais n’a jamais été réalisée en élévation. Le prieuré est en effet toujours resté extrêmement modeste, son effectif ne dépassant jamais quatre moines. Souvent ils étaient même moins nombreux. Une grande église n’était donc pas nécessaire, d’autant moins que le village de Rüeggisberg disposait de sa propre église paroissiale.